# Шабалов, Николай Павлович
Никола́й Па́влович Шаба́лов (21 марта 1939, Ленинград — 27 февраля 2023, Санкт-Петербург) — советский и российский педиатр, доктор медицинских наук, профессор кафедры госпитальной педиатрии, заслуженный деятель науки Российской Федерации (2003). Проректор по международным связям Санкт-Петербургской государственной педиатрической медицинской академии; начальник кафедры и клиники детских болезней Военно-медицинской академии имени С. М. Кирова (с 1993 г.); главный внештатный специалист-педиатр Министерства обороны РФ (1994—2014); житель блокадного Ленинграда.

## Биография
Родился в Ленинграде в семье бухгалтера Павла Павловича Шабалова (1898—1971) и его жены Градиславы Степановны ур. Кузьминовой (1907—1965). До Октябрьской революции семья отца проживала в доме № 109 по наб. реки Фонтанки, где дед — Павел Афанасьевич Шабалов служил управляющим.
Великая Отечественная война началась, когда Н. П. Шабалову едва исполнилось 2 года. 1 июня 1942 года отец ушёл на фронт. Он сражался под Ленинградом, был награждён медалями «За отвагу», «За оборону Ленинграда», «За боевые заслуги». Во время прорыва блокады 18 января 1943 года в составе 172 стрелкового полка 13 стрелковой дивизии при форсировании р. Невы в районе д. Синявино, он был тяжело ранен (в донесении ошибочно указано 21.01.1943 г.), но из госпиталя вернулся в строй. Закончил войну П. П. Шабалов в Курляндии, артиллеристом батареи 76 мм пушек в составе 386 стрелкового Выборгского полка, 178 стрелковой краснознаменной Кулагинской дивизии.
Всю блокаду города Николай Шабалов прожил с матерью, благодаря усилиям которой и выжил. Как позже он сам вспоминал:

 «…Жили мы в классической коммуналке в Столярном переулке (ныне это улица Пржевальского). Отец сразу ушел на фронт, пехотинцем. Мать во время блокады работала уборщицей в Технологическом институте. Помню, как мать водила меня в детский сад (кстати, все ясли и детские сады зимой 1941—1942 года были переведены на круглосуточное обслуживание детей, до 70 процентов мальчиков и девочек оставляли в них на сутки). Запомнилось, и как во время обстрелов меня тащили в подвал за руку, как мы там сидели, прижавшись друг к другу от страха. Как-то на моих глазах разбомбили школу, находящуюся на углу Столярного и улицы Плеханова. Это, конечно, было сильнейшее потрясение! А уже после блокады, когда мать вела меня в сад, на мосту, по которому мы только что прошли, взорвался снаряд. И чудом тогда никто не пострадал.
…Я все время просил: „Хеба, хеба“ (букву „л“ тогда не выговаривал). Конечно, поддерживало питание в садике. В основном каши давали. Очень запомнилась „блокадная каша“ — из цветков клевера. Ещё одно яркое воспоминание относится к 1944 году. Я, держа батон в руках, вышел с мамой из булочной. И кто-то у меня вырвал этот батон, и я разревелся на всю улицу.
Голод ослабил организм, я во время войны девять раз перенес пневмонию (за всю последующую жизнь, для справки, — ни разу), лежал в Педиатрической академии. Запомнилось, что доктора были очень добрыми. Только потом, сам став педиатром, узнал, насколько четко работала педиатрическая служба в осажденном городе, какой ценой удавалось спасти детей».— 
Через год после окончания войны Н. П. Шабалов поступил в первый класс средней мужской школы № 232, расположенной в историческом здании на ул. Плеханова. До революции она была известна как Вторая мужская Санкт-Петербургская гимназия.
Окончив в 1956 году десятый класс, Н. П. Шабалов решил поступать в Первый Ленинградский медицинский институт. Недобрав на вступительных экзаменах одного балла, он отправился в приемную комиссию педиатрического института, где конкурсные требования оказались чуть ниже.

### Годы учёбы

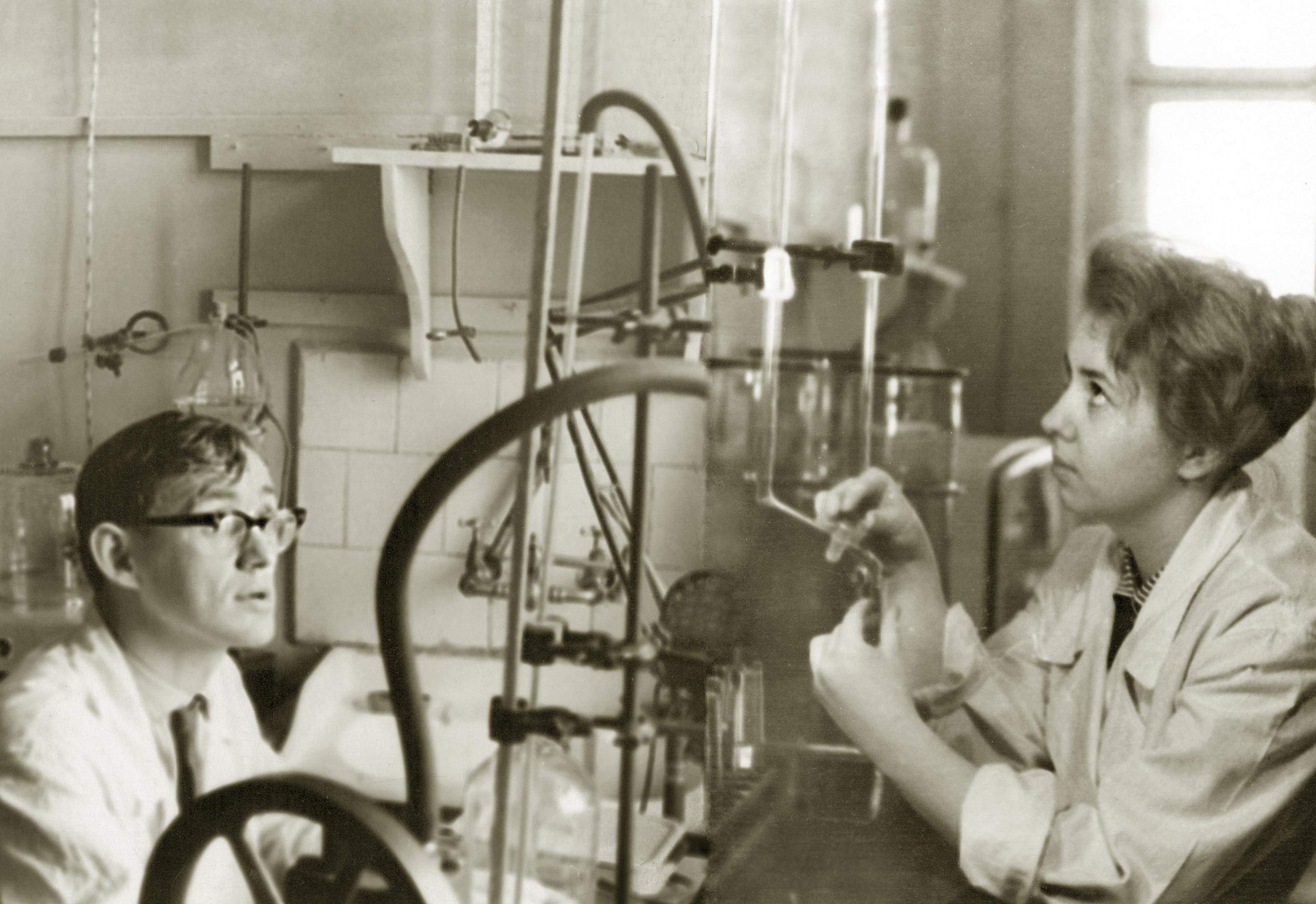
Н. П. Шабалов со своей будущей женой Н. Н. Шабаловой в годы учёбы в ЛПМИ. 1959 г.

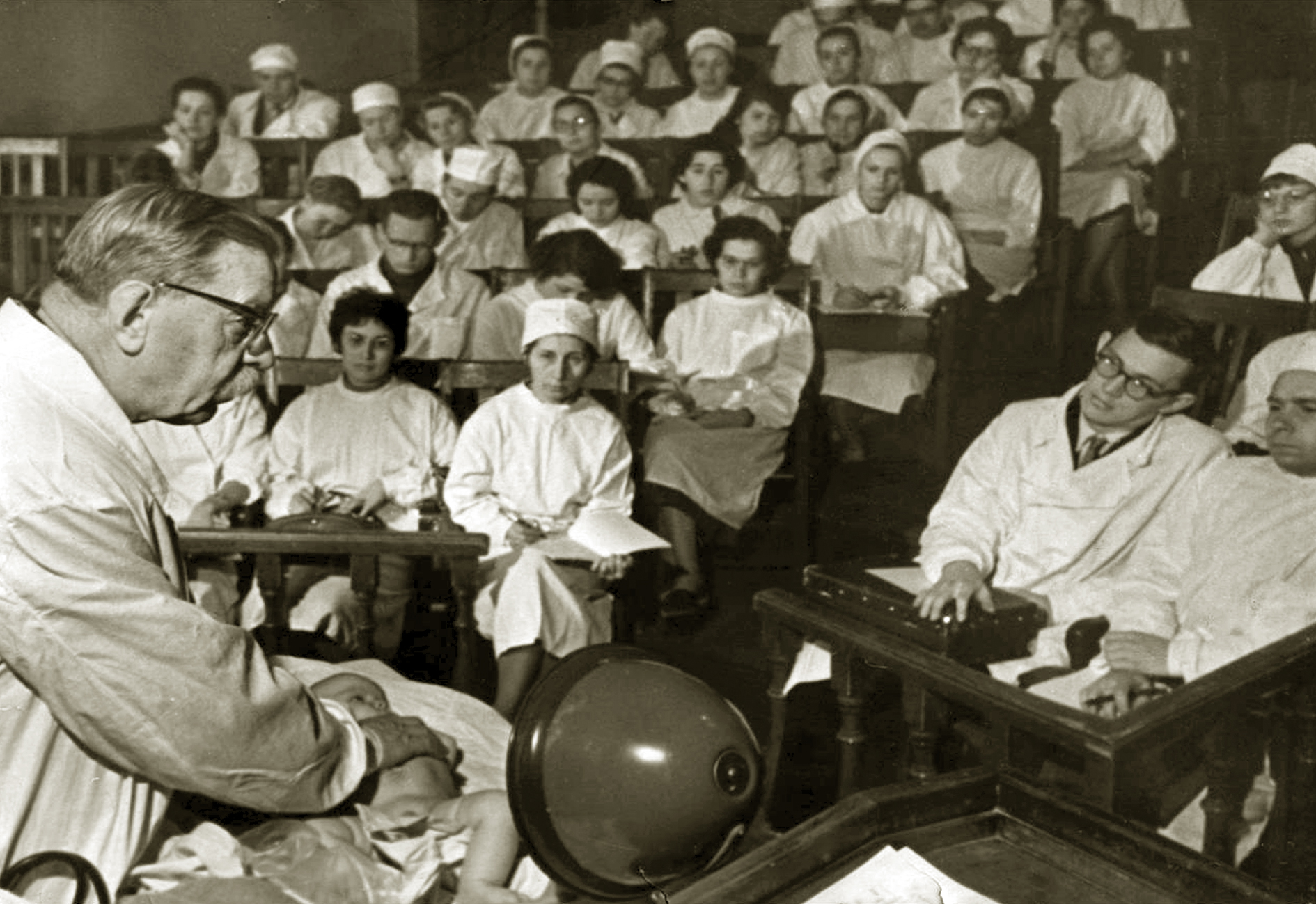
М. С. Маслов читает лекцию по факультетской педиатрии. Взгляд академика устремлен на Н. П. Шабалова — того, кто спустя 33 года возглавит его кафедру в ВМА. По левую руку от Н. П. Шабалова будущий профессор Ю. А. Гуркин. 1960 г.

Как считал сам Н. П. Шабалов, ему крайне повезло. Он оказался среди тех, кому посчастливилось слушать лекции классиков отечественной педиатрии: Аркадия Борисовича Воловика, Михаила Степановича Маслова, Александра Фёдоровича Тура, Александра Моисеевича Абезгауза, Галины Александровны Тимофеевой.
Это имело свой результат. Курс, на котором учился Н. П. Шабалов, дал педиатрии множество громких имен, например, Льва Владимировича Эрмана, Юрия Александровича Гуркина, Владимира Владимировича Юрьева, Эдуарда Кузьмича Цыбулькина. С последним, начиная ещё с первого курса, Шабалов был особенно близок. На протяжении более чем сорока лет, до самой кончины друга он постоянно сотрудничал с ним профессионально.
Ещё учась в институте, Н. П. Шабалов увлёкся научной работой. Сначала, на кафедре патологической физиологии профессора Н. Т. Шутовой вместе с Э. К. Цыбулькиным он выполнил свою первое экспериментальное исследование на животных: «Роль глюкокортикоидов в устойчивости плодов и новорождённых к гипоксии». Это исследование имело определённый резонанс и было замечено среди учёных даже за рубежом. Позже, для удовлетворения своих научных интересов Шабалов выбрал кафедру госпитальной педиатрии академика А. Ф. Тура.

### Кафедра госпитальной педиатрии
Получив в 1962 году диплома врача, Н. П. Шабалов по рекомендации академика А. Ф. Тура был принят сначала в клиническую ординатуру, а в 1964 году в аспирантуру на кафедру госпитальной педиатрии. С этого момента он оказался одним из наиболее перспективных учеников Тура и его ближайшим помощником. В 1967 году Шабалов защитил кандидатскую диссертацию, выполненную под руководством А. Ф. Тура и профессора кафедры биохимии ЛПМИ В. А. Юрьева. Работа называлась «Аденозинтрифосфатазная активность эритроцитов у детей, больных острым лейкозом». Тема находилась в русле научных интересов его руководителя. Гематология детского возраста на первые годы определила и направленность научных изысканий самого Н. П. Шабалова.
Написанная в соавторстве с учителем, уже в 1970 году вышла его первая монография «Кровь здоровых детей разных возрастов». Медицинским сообществом этот труд был встречен с большим интересом, а её автор сразу стал широко известен среди коллег — педиатров. Вскоре, в 1971 году Шабалов был избран доцентом кафедры госпитальной педиатрии. Тема гематологии была продолжена им и в докторской диссертации «Патогенез, клиника, дифференциальный диагноз и лечение идиопатической тромбоцитопенической пурпуры у детей». Защита её состоялась в 1977 году.
На склоне лет А. Ф. Туру было небезразлично, в чьих руках окажется дело всей его жизни. В этот период несколько талантливых молодых учёных находилось рядом с ним. По-разному сложились их судьбы. По инициативе учителя перешёл заведовать родственной кафедрой пропедевтики детских болезней И. М. Воронцов. Отказался от защиты докторской диссертации и тем самым ограничил свой карьерный рост О. Ф. Тарасов. Оказался на кафедре факультетской педиатрии, которую впоследствии и возглавил А. В. Папаян.
Среди них Н. П. Шабалов был самым молодым. Доктором медицинских наук он стал через 4 года после смерти Тура. Как и хотел А. Ф. Тур, Шабалов был избран профессором кафедры госпитальной педиатрии, но только вторым. Руководство было возложено на профессора В. И. Калиничеву.

### Неонатология

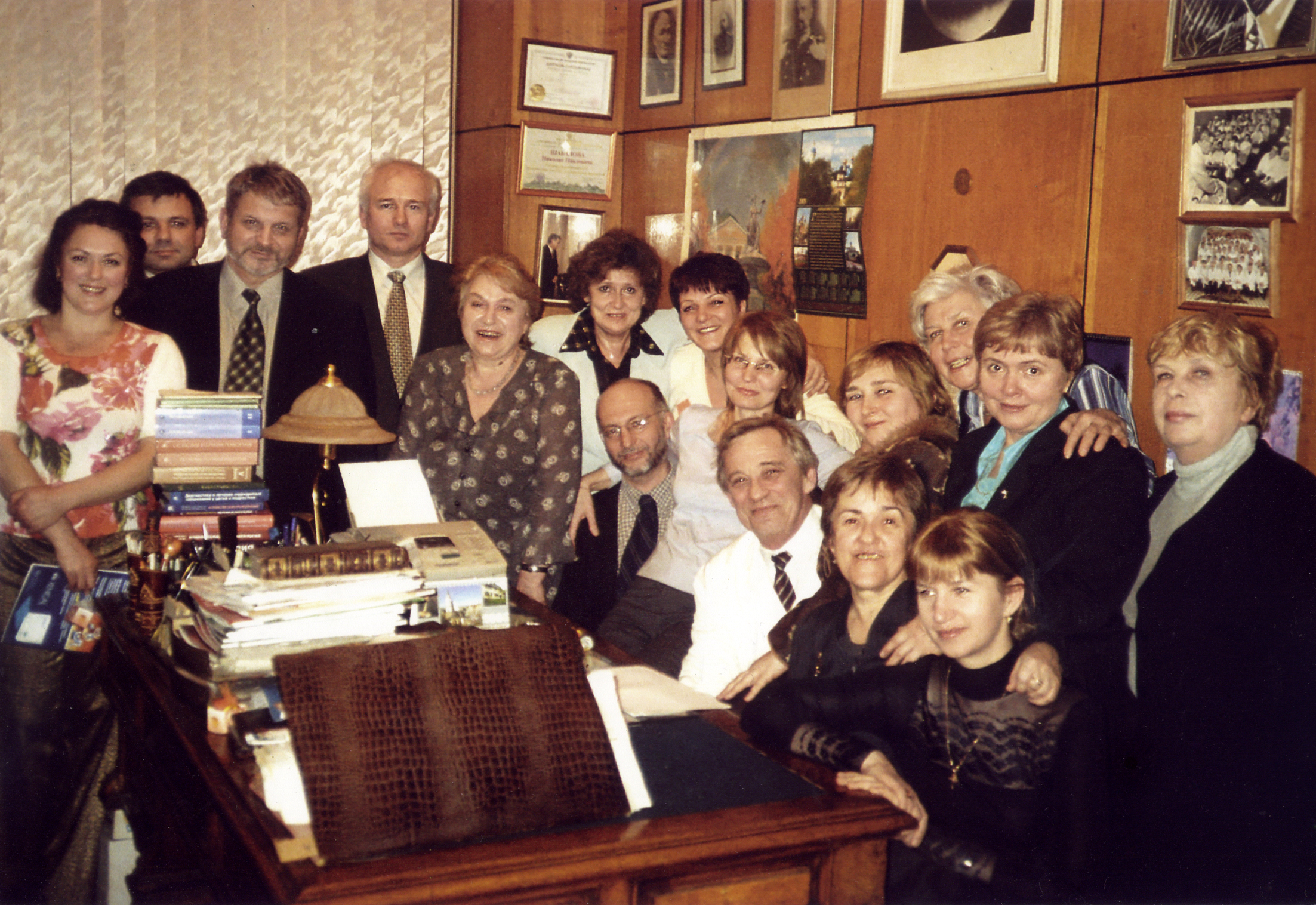
Н. П. Шабалов с сотрудниками своей кафедры в ЛПМИ. Первый ряд, слева: Кавлис Т. И., Иванов Д. О., Шапкайц А. В.,Васильев В. Е., Солохай Т. К., Пальчик А. Б., Шабалов Н. П.,Маргорина Н. Е., Лисина Э. В.; второй ряд: Пшеничная К. И., Фёдорова Л. А.,Скородок Ю. Л., Скоромец А. П., Касаткина Т. Н., Желенина Л. А., Николаева Л. В. 1999 г.

Шабалова также интересовали специфические проблемы новорождённых и пограничные состояния, связанные с этим периодом жизни. Самостоятельной неонатологической службы в городе в те годы ещё не существовало.
Случай оказаться основным участником создания такой службы представился в 1977 году, когда в Ленинграде была открыта единственная построенная при Советской власти многопрофильная Детская больница № 1. Впервые в истории Ленинграда, при ней было решено создать в качестве самостоятельного центра два отделения патологии новорождённых. Одно из них имело реанимационно-хирургическую направленность, другое ориентировалось на детей с нейро-соматической патологией. Предполагалось, что пациенты в эти отделения будут поступать из родильных домов города. По инициативе главного врача больницы Г. А. Зайцева, научно-методическое руководство этими подразделениями было возложено на Н. П. Шабалова и Э. К. Цыбулькина.
С организации центра и началась служба неонатологии в Ленинграде. Его появление позволило в кратчайший срок оптимизировать оказание медицинской помощи новорождённым. Впервые в СССР Э. К. Цыбулькин, Е. В. Гублер, Н. П. Шабалов и В. А. Любименко разработали автоматизированную программу «ДИНАР», предназначенную для дистанционного интенсивного наблюдения за новорождёнными родильных домов, находящимися в критических состояниях. Внедрение программы позволило быстро и ощутимо снизить детскую смертность в Санкт-Петербурге. На протяжении многих лет её показатель стойко удерживается на уровне передовых стран.

Н. П. Шабалов на приёме у президента США Джимми Картера. 1990 г.

Оказавшись признанным лидером в области перинатологии, имея за плечами богатый клинический опыт, множество публикаций, в том числе монографий, посвящённых патологии детей раннего возраста, Шабалов в 1985 году организовал и возглавил на факультете усовершенствования врачей ЛПМИ первую кафедру педиатрии с курсами перинатологии, которой руководил до 2009 года. Позже были добавлены ещё два курса — эндокринологии (с 1990) и гастроэнтерологии (с 1994), но главным всегда оставалась именно перинатология.
В 1990 году Шабалов по приглашению принимающей стороны был направлен в США для участия в разработке международной программы 39-го президента Джимми Картера по снижению детской смертности и профилактике эпидемических инфекций среди детей в странах Африки. Командировка продлилась целый год и была отмечена как весьма плодотворная. За годы существования СССР Н. П. Шабалов оказался одним из немногих, если не единственным советским педиатром, кто был удостоен аудиенции, причём дважды, президента Соединенных Штатов. В годы перестройки этот факт был воспринят как зримое свидетельство укрепления научных связей между двумя странами.

### Военно-медицинская академия

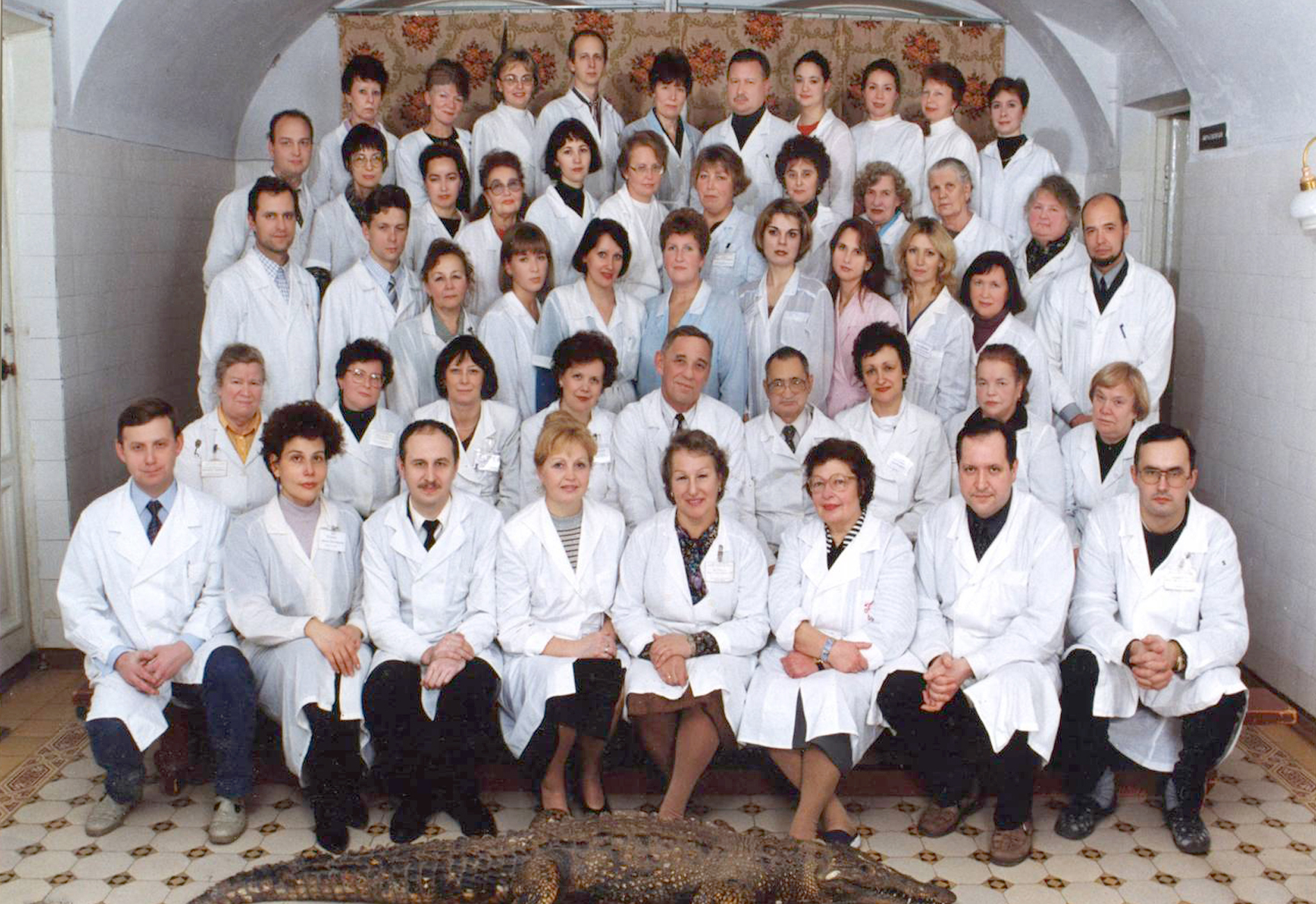
Профессора Н. П. Шабалов и Э. К. Цыбулькин (в центре) с сотрудниками и аспирантами кафедры детских болезней Военно-медицинской академии. Санкт-Петербург, 1999 г.

В 1993 году Н. П. Шабалов был приглашён заведовать первой и старейшей в России кафедрой и клиникой детских болезней Военно-медицинской академии. Ещё много лет он руководил двумя родственными кафедрами в Педиатрическом институте и Военно-медицинской академии, но по достижении 70-ти лет, с 2009 год] сконцентрировался на работе там, где находились истоки его профессии.[уточнить] Новой нагрузкой для Н. П. Шабалова стала работа главного внештатного специалиста-педиатра Министерства обороны РФ. Одновременно в течение многих лет он был сначала вице-президентом, а с 2007 года, после смерти коллеги и друга И. М. Воронцова президентом Общества детских врачей Санкт-Петербурга, общество, местом рождения которого также была Военно-медицинская академии.
За всю историю кафедры и клиники детских болезней Военно-медицинской академии Н. П. Шабалов оказался вторым после своего учителя М. С. Маслова, кто возглавляет её на протяжении более чем 20-ти лет. С 2009 года Шабалов является её почетным доктором, а с 2014 — академиком. В 2009 году, в день 211-й годовщины Военно-медицинской академии Н. П. Шабалову было доверено произнести Актовую речь. В более чем 2-х вековой истории Академии это оказалось в третий раз, когда выступить с подобной речью было доверено педиатру. До Шабалова этой чести были удостоены Н. П. Гундобин и М. С. Маслов.
Переход в Военно-медицинскую академию не затронул клинических интересов Н. П. Шабалова. Помимо детской клиники ВМА, с 1977 года он был бессменным консультантом неонатологических отделений ДГБ № 1, часто его можно было встретить в самых разных детских стационарах Санкт-Петербурга.
Заведовать кафедрой в Военно-медицинской академии до 2019 года.
Скончался 27 февраля 2023 года на 84-м году жизни. Похоронен на Волковском православном кладбище.

## Семья
Жена: Нина Николаевна Шабалова (1940—2021) — к.м.н., доцент кафедры патологической физиологии с курсом иммунопатологии СПбГПМУ;
Племянник: Александр Михайлович Шабалов — к.м.н., доцент кафедры пропедевтики детских болезней СПбГПМУ.

## Вклад в педиатрическую науку и практику

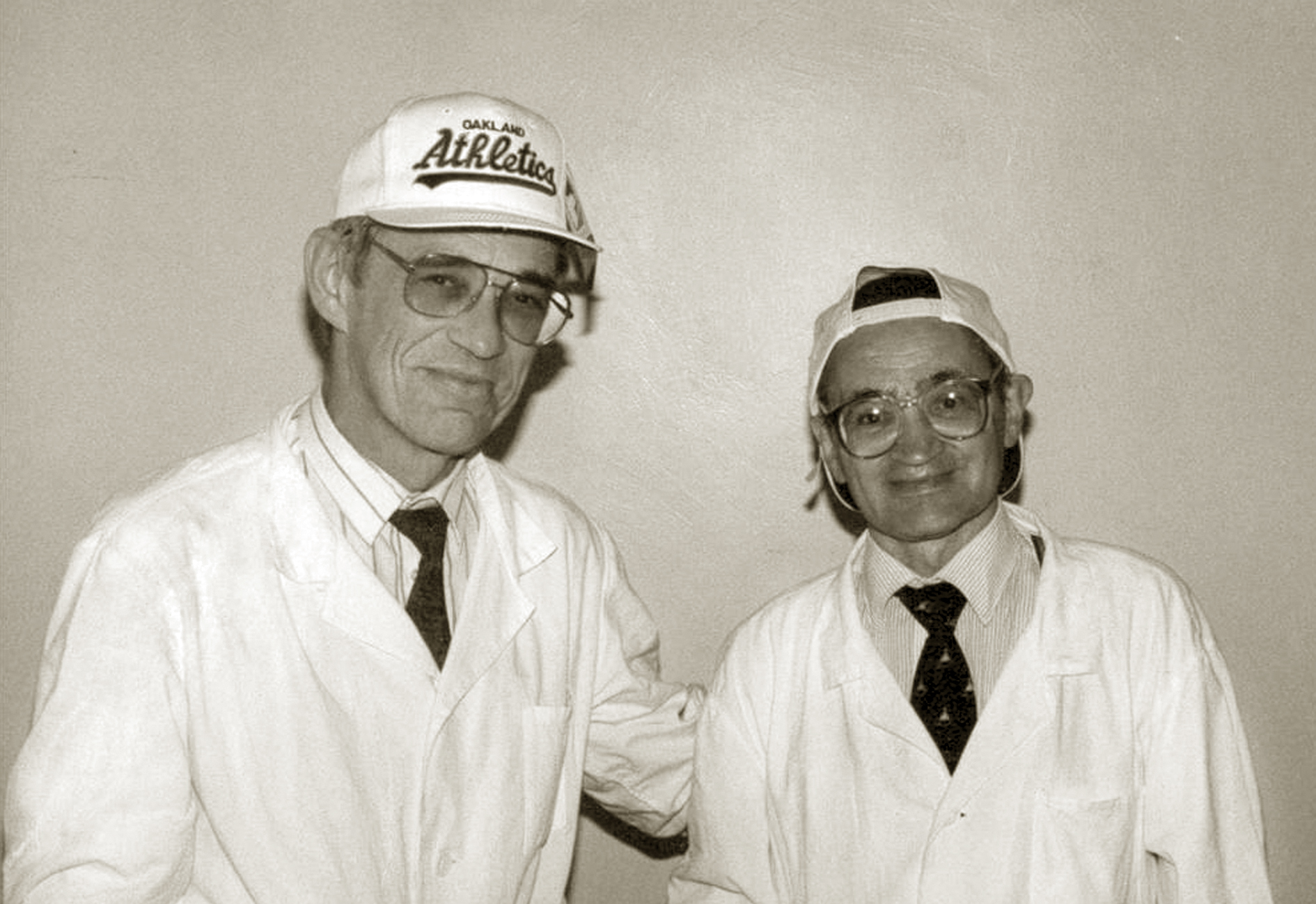
Н. П. Шабалов и Э. К. Цыбулькин в ДГБ № 1. 90-е годы.

Н. П. Шабалов является одним из немногих, чьё научное творчество опирается на прочную историческую базу. Достаточно вспомнить несколько его работ, которые целиком посвящены истории педиатрии.
- Продолжив дело, начатое академиком А. Ф. Туром, Н. П. Шабалов является главным инициатором и вдохновителем нового направления педиатрии — перинатологии, причём не только в теоретическом плане, но и в его практическом воплощении:
  - Это стройная, эшелонированная система оказания медицинской помощи новорождённым в мегаполисе, созданная им в содружестве с Э. К. Цыбулькиным и В. А. Любименко и взятая на вооружение во многих городах и регионах России.
  - В рамках последипломного образования Н. П. Шабалов оказался организатором первой кафедры педиатрии с курсом перинатологии, в задачу которой входит подготовка и переподготовка врачей-неонатологов.
  - Шабалов — автор и соавтор большого числа статей, монографий и учебных пособий по перинатологии, ставших мощной теоретической базой для организации службы и подготовки специалистов. В этой связи следует отметить его пионерские работы по клинической фармакологии новорождённых, перинатальной гематологии и гемостазиологии, асфиксиям новорождённых, в том числе асфиксии на фоне хронической внутриутробной гипоксии, алгоритмам первичной помощи новорождённому в родильной палате. Н. П. Шабалов систематизировал учение о пограничных состояниях новорождённых, выделил ряд новых переходных состояний. Им сформулирована концепция о фазности изменений гемостаза, разработана классификация желтух новорождённых, высказан целый ряд ключевых соображений о перинатальных инфекциях, постгипоксической энцефалопатии.

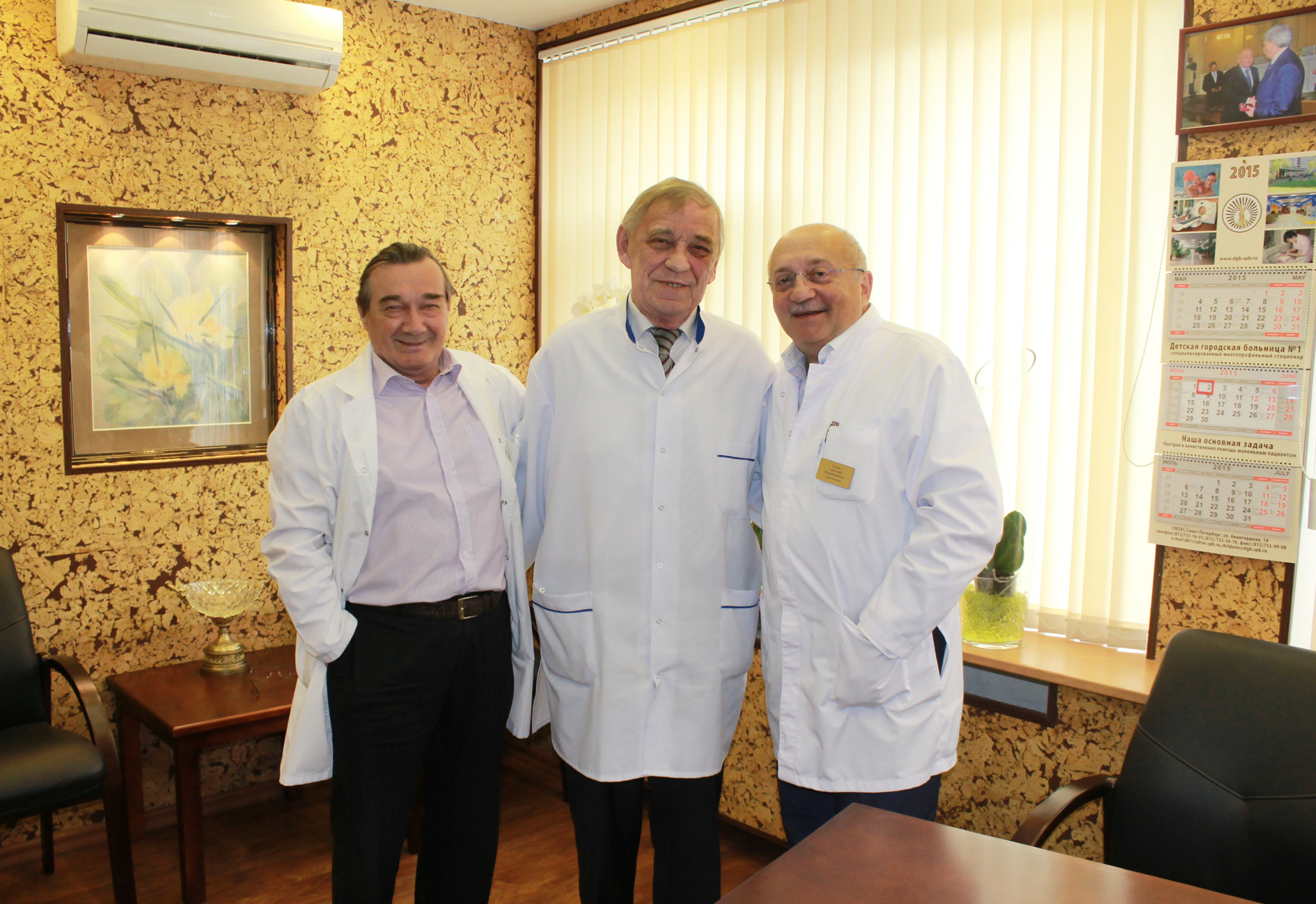
Н. П. Шабалов в стенах ДГБ № 1. Слева — главный неонатолог КЗ СПб В. А. Любименко, справа — главный врач ДГБ № 1 А. В. Каган. 2015 г.

- Велик вклад Н. П. Шабалова в детскую гематологию. При содействии академика А. Ф. Тура он оказался автором первых в СССР возрастных нормативов показателей периферической крови у детей в аспекте физиологии гемопоэза в различные периоды детства. В содружестве с А. В. Папаяном, Николай Павлович явился автором учения о геморрагических диатезах у детей. Им впервые была доказана роль наследственных тромбоцитопатий в патогенезе идиопатической тромбоцитопенической пурпуры.
- Особая заслуга принадлежит Н. П. Шабалову в организации педиатрического образования в России. После многочисленных переизданий его учебников, руководств и учебных пособий, как по общей педиатрии так и по отдельным разделам частной, можно утверждать, что сама концепция педиатрического образования сегодня формируется уже на основе этих учебников. Вся программа подготовки педиатров, по существу, строится на основе учебной литературы, написанной Шабаловым.
- Под руководством Шабалова защищено 77 кандидатских и 24 докторских диссертации. Его ученики руководят кафедрами во многих городах России.

## Гражданская позиция
Николай Шабалов наряду с ещё двумя профессорами (Игорем Воронцовым и Юрием Гуркиным от имени сообщества детских врачей Санкт-Петербурга обращался к Президенту России Владимиру Путину в связи с обеспокоенностью судьбой российской педиатрии:

«…Сегодня нужно остановить некомпетентных или лукавых реформаторов и сохранить то лучшее, что когда-то Россия уже подарила своим детям — хорошо оснащённые детские поликлиники и бесплатную круглосуточную опеку профессионалов детской медицины. В охране детства, в формировании здоровья детей недопустима никакая коммерциализация, нельзя смириться с подменой логикой коммерции логики добра и профессионализма столь естественных и необходимых для медицины вообще и детской в особенности. И есть уже накопленный всемирный опыт, который говорит о том, что все перспективы на будущее определяются здоровьем детей и нет более эффективных инвестиций в будущее, чем инвестиции в детское здоровье и образование. Нам не хочется верить, что сегодня наступила пора такого экономического и умственного оскудения России, что мы должны посягнуть на жизнь и благополучие собственных детей. Скажите своё слово, господин Президент».— Из обращения Союза педиатров Санкт-Петербурга к Президенту России Владимиру Владимировичу Путину и ко всем‚ кому небезразлична судьба Отечества!

## Награды и звания
- Заслуженный деятель науки Российской Федерации (2003);
- Премия Правительства Российской Федерации в области науки и техники (2011) «За научное обоснование¸ разработку и внедрение системы мероприятий по снижению младенческой смертности в Российской Федерации»[14];
- Орден Почёта (Россия) (2009);
- Орден Святого Михаила Архангела (2013);
- Заслуженный врач Российской Федерации (2015);
- Знак «Жителю блокадного Ленинграда»;
- Юбилейная медаль «70 лет Победы в Великой Отечественной войне 1941—1945 гг.»;
- Памятная медаль «В честь 60-летия полного освобождения Ленинграда от фашистской блокады»;
- Памятная медаль «В честь 65-летия полного освобождения Ленинграда от фашистской блокады»;
- Памятный знак «В честь 70-летия полного освобождения Ленинграда от фашистской блокады»;
- Памятный знак «В честь 75-летия полного освобождения Ленинграда от фашистской блокады»;
- Медаль «В память 300-летия Санкт-Петербурга»;
- Медаль «100 лет Рабоче-крестьянской красной армии и флота». (2018).
- Медаль Союза педиатров России им. Г. Н. Сперанского «За выдающийся вклад в охрану здоровья детей» (2013);[15];
- Памятная медаль Ученого совета Военно-медицинской академии им. С. М. Кирова (2005);
- Медаль Ученого совета Военно-медицинской академии им. С. М. Кирова, «Академик Н. Н. Аничков» «За вклад в развитие фундаментальной медицины» (2014);
- Медаль имени академика Михаила Степановича Маслова «За достижения в области педиатрии» (2016—2017)[16];
- Орден Почёта ФГБУ «НМИЦ им. Д. Рогачёва» Минздрава РФ «За высокие заслуги в деле сохранения здоровья детей» (удостоверение № 15 от 21 марта 2019 г).
- Академик Международной академии наук экологии, безопасности человека и природы (2001).
- Почетный профессор Казахского Национального Медицинского Университета имени С. Д. Асфендиярова.(2012).
- Почётный доктор (2009) и академик (2014) Военно-медицинской академии им. С. М. Кирова, академик Международной академии наук экологии, безопасности человека и природы[17] (2001).
- Почётный доктор Петрозаводского государственного университета (2019).
- Президент регионального отделения Союза педиатров России в Санкт-Петербурге[18] (с 2007 года).

## Научные труды
Шабалов является автором более 700 научных работ, а также многократно изданных учебников «Детские болезни», «Неонатология», «Справочник педиатра».

#### Авторефераты
- Шабалов Н. П. Аденозинтрифосфатазная активность эритроцитов у детей больных лейкозом. / Автореферат дис. на соискание ученой степени кандидата медицинских наук - Ленингр. педиатр. мед. ин-т.. — Л., 1968. — 18 с.
- Шабалов Н. П. Патогенез, клиника, дифференциальный диагноз и лечение идеопатической тромбоцитопенической пурпуры у детей. / Автореф. дис. на соискание ученой степени доктора медицинских наук (14.00.09) - Ленингр. педиатр. мед. ин-т.. — Л., 1977. — 29 с.

### Актовые речи
- Шабалов Н. П. Детство, начиная с внутриутробного, — фундамент формирования здоровья и хронических заболеваний человека. / Актовая речь, прочитанная в день 211 годовщины Военно-медицинской академии. — СПб.: ВМА, 2009. — 27 с.
- Шабалов Н. П. Перинатальный опыт адаптации к внеутробной жизни. / Актовая речь, прочитанная в торжественный день, посвященный 114-летию клиники Педиатрического университета и 94-летию СПбГПМУ. — СПб.: ЦМТ СПбГПМУ, 10.01.2019. — 39 с.

#### Авторские свидетельства
- Способ диагностики гидроцефалии у новорождённых детей (соавт. Р. А. Жетишев). — Государственный комитет по изобретениям и открытиям СССР-1989.-Авторское свидетельство № 1556658
- Способ диагностики отека головного мозга у новорождённых детей (соавт. С. А. Прохоров). — РОСПАТЕНТ.- 1991. — Патент № 2032378.
- Способ лечения дисфункциональных расстройств билиарной системы у детей (соавт. Н. В. Гончар, С. А. Тихонова). — Государственный регистр изобретений Российской Федерации 27 июня 2009 г. Патент № 2359717.
- Способ выявления дисплазий соединительной ткани у детей (соавт. В. Г. Арсентьев) — Государственный регистр изобретений Российской Федерации 27 сентября 2013 г. Патент №; 2493768.
- Способ лечения недоношенных детей с очень низкой массой тела (соавт. Н. В. Гончар, Л. А. Алехина, А. Н. Суворов) — Государственный регистр изобретений Российской Федерации 27 апреля 2014 г. Патент №; 2514346.

#### Монографии, руководства и справочная литература
- Тур А.Ф., Шабалов Н.П. Кровь здоровых детей разных возрастов. — Медицина, 1970. — 176 с. — 10 000 экз.
- Шабалов Н. П. Ребенок от года до трех. (Советы родителям). - 4-е изд., испр. и доп. — М.: Медицина, 1983. — 54 с. (предш. изд.: 1968, 1978, 1979; перевод на татарский и молдавские языки (1983))
- Шабалов Н. П., Маркова И. В. Антибиотики и витамины в лечении новорождённых. — СПб.: Сотис, 1993. — 254 с.
- Маркова И. В., Шабалов Н. П. Клиническая фармакология новорождённых. — СПб.: Сотис, 1993. — 288 с. (предш. изд.: 1984)
- Папаян А. В., Шабалов Н. П. Геморрагические диатезы у детей. — М.: Медицина, 1982. — 288 с.
- Шамсиев С. Ш., Шабалов Н. П. Острые пневмонии у детей раннего возраста. — М.: Медицина, 1986. — 320 с. (предш. изд.: 1978)
- Шабалов Н.П., Любименко В.А., Пальчик А.Б., Ярославский В.К. Асфиксия новорожденных / 3-е изд., испр. и доп. — М.: МЕДпресс-информ, 2003. (предш. изд.: 1990, 1999, 2011)
- Пальчик А. Б., Шабалов Н. П. Гипоксически-ишемическая энцефалопатия новорождённых / 4-е изд., испр. и доп. — М.: МЕДпресс-информ, 2013. (предш. изд.: 2000, 2006, 2011)
- Пальчик А. Б., Шабалов Н. П. Токсические энцефалопатии новорождённых / 3-е изд., испр. и доп. — М.: МЕДпресс-информ, 2013. (предш. изд.: 2009, 2011)
- Абрамченко В. В., Шабалов Н. П. Клиническая перинатология. — Петрозаводск: ИнтелТек, 2004. — 424 с.
- Шабалов Н. П., Любименко В. А., Пальчик А. Б., Ярославский В. К. Асфиксия новорождённых / 3-е изд., перераб. и доп. — М.: МЕДпресс-информ, 2003. — 367 с. (предш. изд.: 1990 при участии Д. А. Ходова)
- Самсыгина Г. А., Шабалов Н. П., Талалаев А. Г. и др. Сепсис новорождённых. — М.: Медицина, 2004. — 48 с.
- Шамсиев С. Ш., Шабалов Н. П., Эрман Л. В. Руководство для участкового педиатра, 2-е изд, пер. и доп. — М.: Медицина, 1990. — 592 с. (предш. изд.: 1982)
- Шабалов Н. П., Арсентьев В. Г., Булыгина О. А., Голубева Е. Ю. Справочник педиатра / под ред. засл. деят. науки РФ, проф. Н. П. Шабалова. - 3-е изд., перераб. и доп. — СПб.: Питер, 2014. — 733 с. (предш. изд.: 2005, 2007; послед. изд.: 2019)
- Справочник неонатолога / под ред. проф. В. А. Таболина, проф. Н. П. Шабалова. — Л.: Медицина, 1984. — 318 с.
- Арзуманова Т.И., Арсентьев В. Г., Гончар Н. В. и др. Детская гастроэнтерология. Руководство для врачей  / под ред. Н. П. Шабалова. - 2-е изд., перераб. и доп. — М.: МЕДпресс-информ, 2013. — 757 с. (предш. изд.: 2011; послед. изд.: 2019)
- Лисс В. Л, Николаева Л. В., Нагорная И. И., Скородок Ю. Л., Шабалов Н. П. Лабораторная диагностика и функциональные пробы в детской эндокринологии // Под ред.Н. П. Шабалова. — СПб.: Специальная Литература, 1996. — 136 с.
- Арсентьев В. Г., Баранов В. С., Шабалов Н. П. Наследственные заболевания соединительной ткани как конституциональная причина полиорганных нарушений у детей. — СПб.: Специальная Литература, 2015. — 231 с. — 500 экз. (послед. изд.: 2019)
- Медико-генетическое консультирование при идиопатической тромбоцитопенической пурпуре. Метод. рекомендации / Ленингр. педиатр. мед. ин-т; [Сост. доц. Н.П. Шабаловым]. — Л., 1978. — 18 с.
- Шабалов Н. П. и др. Кортексин в нейропедиатрии. Методические рекомендации / Гл. воен.-мед. упр. МО РФ, Рос. воен.-мед. акад., Санкт-Петерб. гос. педиатр. мед. акад.. — СПб., 2006. — 62 с.
- Гончар Н. В., Петляков С. И., Думова Н. Б и др. Импедансометрический метод диагностики гастроэзофагеального рефлюкса. Методические рекомендации / Ком. здрав. Администрации Санкт-Петербурга, Рос. воен.-мед. акад.; под ред. проф. Н.П. Шабалова. — СПб.: Береста, 2009. — 34 с.

#### Учебники для медицинских вузов и послевузовского образования
- Детские болезни. / Под ред. А.Ф. Тура, О.Ф. Тарасова, Н.П. Шабалова. — Медицина, 1985. — 608 с. — 100 000 экз. (предш. изд.: 1979)
- Шабалов Н. П. Детские болезни. Учебник для студентов, обучающихся по специальности 040200 "Педиатрия" [в 2 т. /  изд. - 6-е, перераб. и доп.]. — СПб.: Питер Мир книг, 2011. — Т. 1. — 928 с. Архивировано 26 февраля 2018 года. (предш. изд.: 1979, 1985, 1993, 1999, 2002, 2007)
- Шабалов Н. П. Детские болезни. Учебник для студентов, обучающихся по специальности 040200 "Педиатрия" [в 2 т. / изд. - 7-е, перераб. и доп.]. — СПб.: Питер Мир книг, 2012. — 1856 с. (предш. изд.: 1979, 1985, 1993, 1999, 2002, 2007; послед. изд.: 2017)
- Шабалов Н. П. Неонатология. Учебное пособие для студентов, обучающихся по специальности 040200 - Педиатрия в 2 т / 7-е изд., испр. и доп. — М.: МЕДпресс-информ, 2015. — Т. 1. (предш. изд.: 1988, 1995, 1997, 2004, 2006, 2009) (публикация III изд.)
- Шабалов Н. П. Неонатология. Учебное пособие для студентов, обучающихся по специальности 040200 - Педиатрия в 2 т / 7-е изд., испр. и доп. — М.: МЕДпресс-информ, 2015. — Т. 2. (предш. изд.: 1988, 1995, 1997, 2004, 2006, 2009) (публикация III изд.)
- Шабалов Н. П., Цвелёв Ю. В., Кира Е. Ф. и др. Основы перинатологии. Учебник для студентов мед. вузов, слушателей системы послевуз. и доп. мед. образования / Под ред. Н. П. Шабалова, Ю. В. Цвелёва. - 3-е изд., перераб. и доп.. — М.: МЕДпресс-информ, 2004. — 633 с. (предш. изд.: 2002)
- Цвелев С. В., Долгов Г. В., Цвелев Ю. В., Беженарь В. Ф., Шабалов Н. П., Абашин В. Г., Цвелева Ю.В. Руководство к практическим занятиям по акушерству и перинатологии. / под ред. проф. Цвелева Ю.В., Берлева И. В.. — СПб.: Фолиант, 2007. — 640 с. (предш. изд.: 2004)
- Арсентьев В. Г., Девяткина С. В., Евдокимов И. К., Иванова Н. А., Калядин С. Б., Николаева Т. Г., Сергеев Ю. С., Середа Ю. В., Староверов Ю. И., Тихонов В. В., Шабалов Н. П. Педиатрия. Учебник. Утвержден начальником Главного военно-медицинского управления Министерства обороны Российской Федерации в качестве учебника для слушателей, курсантов и иностранных военнослужащих, обучающихся в Военно-медицинской академии / под ред. проф. Н.П. Шабалова.. — СПб.: ЭЛБИ, 1999. — 321 с.
- Арсентьев В. Г., Девяткина С. В., Гончар Н. В., Иванова Н. А. и др. Педиатрия. Учебник для мед. вузов / под ред. Н.П. Шабалова. - 6-е изд., испр.. — СПб.: СпецЛит, 2015. — 959 с. (предш. изд.: 2002, 2003, 2005, 2007, 2010; послед. изд.: 2019)
- Лисс В. Л., Нагорная И. И., Hиколаева Л. В., Плотникова E. В., Скородок Ю. Л., Пальчик А. Б., Шабалов Н. П. Диагностика и лечение эндокринных заболеваний у детей и подростков. Учебное пособие для системы послевузовского профессионального заболевания врачей-педиатров  / под ред. проф. Н. П. Шабалова. - 2-е изд., испр. и доп. — М.: МЕДпресс-информ, 2009. — 527 с. (предш. изд.: 2002; послед. изд.: 2017)
- Педиатрия. Учебник для студентов медицинских колледжей и вузов, обеспечивающих получение среднего профессионального образования по специальностям «Сестринское дело», «Лечебное дело» / под ред. проф. Н.П. Шабалова.. — СПб.: «СпецЛит», 2019.

#### История педиатрии
- Шабалов Н. П., Шабалов Н. П. Читая Хотовицкого (к 200-летию со дня рождения С.Ф. Хотовицкого и 150-летию «Педиятрики» - первого отечественного руководства по педиатрии). — Педиатрия, 1997, № 1. — 90-95 (5) с.
- Цвелёв Ю. В., Шабалов Н. П. Степан Фомич Хотовицкий. — Клиническая медицина и патофизиология. ВМА, 1997, № 1. — 105-109 (4) с.
- Цвелёв Ю. В., Шабалов Н. П. Академик Степан Хотовицкий. Основоположник отечественной педиатрии. — СПб.: ВМА, 2010. — 271 с.
- Шабалов Н. П. Николай Иванович Быстров –  первый русский профессор-педиатр и первый отечественный педиатр-клинический фармаколог. — Педиатрия, 2012, № 2. — Т. 91. — 151-154 (4) с.
- Шабалов Н. П. Профессор Н.П. Гундобин как педиатр и гражданин России. — Педиатрия, 2010, № 6. — Т. 89. — 149-151 (3) с.
- Тарасов О. Ф., Шабалов Н. П. Александр Фёдорович Тур (1894—1974). — М.: Медицина, 1980. — 126 с.
- Шабалов Н. П. Тур А.Ф.. — БМЭ, 1985. — Т. 25. — 459-460 (1) с.
- Шабалов Н. П. Александр Федорович Тур. — Педиатрия, 1994, № 3. — 81-85 (4) с.
- Шабалов Н. П. Александр Фёдорович Тур в блокадном Ленинграде. — Детская больница, 2014, № 2 (56). — 4-6 (3) с.
- Шабалов Н. П., Эрман Л. В., Булатова Е. М. 120 лет со дня рождения А.Ф. Тура, выдающегося педиатра, ученого и педагога. 80 лет кафедре пропедевтики детских болезней Санкт-Петербургского государственного педиатрического медицинского университета. — М.: Медицина, 2014. — 16 с.
- http://www.pediatriya-spb.ru/leningrad.html Архивная копия от 22 февраля 2015 на Wayback Machine
- [http://www.propedeutics-spb.ru/home/2013-10-08-09-12-04/136-2013-10-08-08-39-16.htmlШабалов+Н.+П.+В+мире+Игоря+Михайловича+Воронцова.]
- Шабалов Н. П. Старейшая в России кафедра педиатрии. — СПб.: ВМА, 2001. — 47 с.
- Шабалов Н. П., Белевитин А. Б., Бунин А. С., Реутский И. А. и др. Клиническая база Военно-медицинской академии //Под. Ред. В.Е. Парфенова. — СПб.: Элби, 2008. — 224 с.
- Шабалов Н. П. и др. Михайловская клиническая больница баронета Виллие  //Под ред. .В.В. Тыренко. — СПб.: ВМА, 2013. — 138 с.
- К столетию Шутовой Нины Тимофеевны // Под ред. Шабаловой Н. Н., Шабалова Н. П., Шутовой Н. М.. — СПб.: СПбГПМА, 2006. — 109 с.
- Воронцов И. М., Шабалов Н. П. 120-летие Общества детских врачей Санкт-Петербурга. — Российский вестник перинатологии и педиатрии, 2007, № 3. — Т. 52. — 64-67 (4) с.
- Шабалов Н. П. История отечественной педиатрия. Доклад.
- Арсентьев В. Г., Шабалов Н. П. К 130-летию со дня рождения  академика Михаила Степановича Маслова. — Педиатрия, 2015, № 3. — Т. 94. — 216-219 (4) с.
- Шабалов Н. П., Арсентьев В. Г. 150 лет старейшей в России кафедре детских болезней Военно-медицинской академии им. С.М. Кирова. — Педиатрия, 2015, № 3. — Т. 94. — 213-216 (4) с.
- Шабалов Н. П., Булатова Е. Н., Эрман Л. В. 130-летие Общества детских врачей Санкт-Петербурга. — 2015. — 34 с.
- Шабалов Н. П., Александрович Ю.С. Эдуард Кузьмич Цыбулькин — основоположник детской реаниматологии в Ленинграде – Санкт-Петербурге (80лет со дня рождения). — СПб.: Педиатр, 2018, № 5. — Т. 9. — 131-138 с.